# Список лётчиков-асов конфликта на Халхин-Голе
Бои на Халхин-Голе между советскими и японскими войсками в мае—сентябре 1939 года, наряду с ожесточёнными наземными сражениями, стали крупнейшим боевым столкновением авиации противоборствующих сторон в период между первой мировой и второй мировой войнами. По общему количеству задействованных самолётов эти воздушные сражения сравнимы с воздушными боями Гражданской войны в Испании, но бои на Халхин-Голе продолжались 4 месяца на ограниченном пространстве, а война в Испании свыше 2,5 лет на территории большей части страны. Кроме того, в Испании не было таких крупномасштабных воздушных сражений с участием сотен самолётов противоборствующих сторон, которые во множестве происходили на Халхин-Голе. В Халхин-Гольских боях значительную роль играла истребительная авиация. Ожесточённые воздушные бои с незначительными перерывами велись с первого до последнего дней конфликта, обе стороны активно боролись за завоевание господства воздуха и если в начале конфликта его удерживали ВВС Императорской армии Японии, то во второй половине конфликта оно было завоёвано ВВС РККА.
Многие советские и японские лётчики-истребители стали в этих боях асами, добившись 5 и более воздушных побед каждый. Однако точное количество побед в воздухе остаётся дискуссионным ввиду того, что обе противоборствующие стороны завышали количество уничтоженных самолётов своих противников (что, впрочем, обычно практически для всех воздушных сражений). Так, по советским данным, в воздушных боях было сбито 646 японских самолётов (всего с японской стороны там сражалось до 400 японских самолётов, из которых по японским данным по всем причинам потеряно 162 самолёта и около 200 получили повреждения разной степени тяжести). А по японским данным сбито 1252 советских самолёта (в боях участвовало немногим более 1000 советских самолётов, из них советской стороной признана потеря по всем причинам 251 самолёта, включая 208 самолётов — боевых потерь, и ещё 436 получили повреждения). То есть, каждая из сторон полностью «уничтожила» всю противостоящую авиацию противника, причём намного больше её численности. Но поскольку отделить подлинные победы от мнимых исследователям конфликта на Халхин-Голе до настоящего времени не удалось (и вряд ли это возможно в будущем), то в списке асов приводятся победы по данным той стороны, за которую сражался лётчик. Второй причиной затруднений является неудовлетворительная система учета воздушных побед обеих сторон и низкий уровень подготовки отчётных и штабных документов обеих сторон. Третья причина — значительное влияние пропаганды на позднейшие публикации о боях на Халхин-Голе.
На стороне советских войск в завершающие дни боёв вступила в бой 1-я эскадрилья ВВС МНРА, но ни один из монгольских лётчиков-истребителей не участвовал в воздушных боях; единственный потерянный монгольский самолёт был сбит зенитным огнём.
При подготовке таблицы использованы данные двух наиболее полных исследований темы советской истребительной авиации на Халхин-Голе — работы Вячеслава Кондратьева «Война над степью» и Михаила Быкова «Все асы Сталина. 1936—1953», причём ввиду значительных разногласий между ними по советским лётчикам приведены данные по обоим источникам.

## Советский Союз
Приведены данные по лётчикам, имевших по 5 и более личных побед согласно данным любого из авторов.
| Фамилия, Имя                     | Авиационный полк       | Победы по В. Кондратьеву (личные/в группе) | Победы по М. Быкову (личные/в группе) | Количество вылетов | Количество воздушных боёв | Примечания |
| -------------------------------- | ---------------------- | ------------------------------------------ | ------------------------------------- | ------------------ | ------------------------- | --- |
| Грицевец, Сергей Иванович        | ОАГ ВВС 1-й АГ         | 12/0                                       | 3/6                                   | 138                | нет данных                | Дважды Герой Советского Союза. Ас гражданской войны в Испании (7 личных и 24 групповые победы).                                                                      |
| Жердев, Николай Прокофьевич      | 70 ИАП                 | 11/0                                       | 5/2                                   | 105                | 17                        | Герой Советского Союза. Участник гражданской войны в Испании (3 личные победы), Великой Отечественной войны (2 личные и 3 групповые победы, погиб в бою 15.11.1942). |
| Нога, Митрофан Петрович          | 70 ИАП                 | 9/2                                        | 4/8                                   | 109                | 22                        | Герой Советского Союза. Участник Великой Отечественной войны (6 личных побед).                                                                                       |
| Рахов, Виктор Георгиевич         | 22 ИАП                 | 8/6                                        | 9/9                                   | 68                 | нет данных                | Герой Советского Союза. Смертельно ранен зенитным огнём 27.08.1939, умер 29.08.1939.                                                                                 |
| Красноюрченко, Иван Иванович     | 22 ИАП                 | 8                                          | 5/24                                  | 111                | 31                        | Герой Советского Союза. Участник Великой Отечественной войны (3 личные победы).                                                                                      |
| Данилов, Степан Павлович         | 56 ИАП                 | 8/0                                        | 5/5                                   | 60                 | нет данных                | Герой Советского Союза. Участник Великой Отечественной войны (2+1 победы).                                                                                           |
| Ворожейкин, Арсений Васильевич   | 22 ИАП                 | 6                                          | 1/12                                  | нет данных         | 30                        | Дважды Герой Советского Союза. Ас Великой Отечественной войны (46 личных побед).                                                                                     |
| Зайцев, Александр Андреевич      | 70 ИАП                 | 6/0                                        | нет данных                            | 29                 | нет данных                | Герой Советского Союза. Участник Великой Отечественной войны (1 личная победа).                                                                                      |
| Солнцев, Павел Васильевич        | 22 ИАП                 | нет данных                                 | 6/10                                  | нет данных         | 21                        | Участник Великой Отечественной войны (пропал без вести 21.08.1941, побед не имел).                                                                                   |
| Викторов, Николай Никифорович    | 70 ИАП                 | 5/0                                        | 3/3                                   | 70                 | 13                        | Участник Великой Отечественной войны (3 личные победы, пропал без вести 27.10.1941).                                                                                 |
| Кравченко, Григорий Пантелеевич  | ОАГ ВВС 1-й АГ, 22 ИАП | 5/0                                        | 4/5                                   | нет данных         | нет данных                | Дважды Герой Советского Союза. Участник японо-китайской войны (6 побед), Великой Отечественной войны (погиб в бою 23.02.1943).                                       |
| Трубаченко, Василий Петрович     | 22 ИАП                 | 5/3                                        | 4/18                                  | 120                | 27                        | Герой Советского Союза. Участник Великой Отечественной войны (от 1 до 3 личных побед, погиб в бою 16.09.1941).                                                       |
| Кузьменко, Константин Мефодьевич | 22 ИАП, 70 ИАП         | 4/10                                       | 5/12                                  | нет данных         | 30                        | Участник Великой Отечественной войны. |
| Скобарихин, Витт Фёдорович       | 22 ИАП                 | 2/6                                        | 5/6                                   | 169                | 23                        | Герой Советского Союза. Участник Великой Отечественной войны. |
| Бойченко, Григорий Васильевич    | 70 ИАП                 | нет данных                                 | 5/2                                   | нет данных         | нет данных                | Участник Великой Отечественной войны. |

## Япония
Составлено по «Списку воздушных побед японских лётчиков на Халхин-Голе»
| Фамилия, Имя      | Авиационная часть | Победы | Количество вылетов | Количество воздушных боёв | Тип самолёта | Примечания |
| ----------------- | ----------------- | ------ | ------------------ | ------------------------- | ------------ | --- |
| Хиромичи Синохара | 11-й сентай       | 58     |                    |                           | Ki-27        | Сбит в воздушном бою и погиб 27.08.1939.                                                                      |
| Мицуёси Таруи     | 68-й сентай       | 28     |                    |                           |              | По другим данным имел 38 побед, но возможно эта цифра с учетом боёв на других театрах военных действий.       |
| Кендзи Симада     | 11-й сентай       | 27     |                    |                           | Ki-27        | Сбит в воздушном бою и погиб 15.09.1939.                                                                      |
| Томио Ханада      |                   | 25     |                    |                           | Ki-27        | |
| Сёго Саито        | 24-й сентай       | 25     |                    |                           | Ki-27        | Участник Второй мировой войны (число побед неизвестно), погиб в бою на Филиппинах 2.07.1944 г.                |
| Сёдзи Като        |                   | 23     |                    |                           | Ki-27        | |
| Сабуро Того       |                   | 22     |                    |                           |              | |
| Дзендзабуро Оцука |                   | 22     |                    |                           |              | |
| Хитоси Асано      |                   | 22     |                    |                           |              | |
| Исаму Хосоно      |                   | 21     |                    |                           |              | По другим данным имел 26 побед, но возможно эта цифра с учетом боёв на других театрах военных действий.       |
| Чиёдзи Саито      |                   | 21     |                    |                           |              | По другим данным имел 24 победы, но возможно эта цифра с учетом боёв на других театрах военных действий.      |
| Горо Фуругори     |                   | 20     |                    |                           |              | По другим данным имел свыше 25 побед, но возможно эта цифра с учетом боёв на других театрах военных действий. |
| Дзёдзо Ивахаси    | 11-й сентай       | 20     |                    |                           |              | Участник Второй мировой войны (2 личные победы). Сбит зенитным огнём в Китае и погиб 21.09.1944.              |
| Бундзи Ёсияма     | 11-й сентай       | 20     | 90                 |                           |              | Сбит в воздушном бою и погиб 15.09.1939.                                                                      |